# Nowhere to Run (canción)
«Nowhere to Run» es una canción del grupo estadounidense Martha and the Vandellas. Fue publicada el 10 de febrero de 1965 como el tercer y último sencillo de su tercer álbum de estudio Dance Party. La canción alcanzó el puesto #26 en la lista de sencillos del Reino Unido y fue certificado disco de plata por la Industria Fonográfica Británica.

## Música y letra
«Nowhere to Run» fue escrita por Eddie y Brian Holland, y Lamont Dozier. Liricamente, «Nowhere to Run» cuenta la historia de una mujer que se siente atrapada y busca la salida de una mala relación. Dozier afirma que el sonido estridente del piano se inspiró al mirar por la ventana y ver tanques que bajaban por las calles de Detroit a medida que la década de 1960 se volvía cada vez más turbulenta, mientras que el sonido de percusión que se escucha no son solo panderetas y bateria sino también cadenas de nieve. 
La canción fue compuesta en un compás de 4
4 con un tempo de 126 pulsaciones por minuto y está escrita en la tonalidad de la bemol menor. Las voces van desde E♭4 a D♭5. «Nowhere to Run» ha sido descrita como una canción de Motown sound y R&B.

## Legado
En 2021, la revista Rolling Stone clasificó a «Nowhere to Run» en la posición #68 en su lista de “las 100 mejores canciones de Motown”. El sitio web Singersroom clasificó a «Nowhere to Run» en la posición #35 en su lista de “las 100 mejores canciones de 1965”.

## Posicionamiento

### Gráfica semanal
| Gráfica (1965)                                              | Pico de posición |
| ----------------------------------------------------------- | ---------------- |
| Estados Unidos (Billboard Hot 100)                          | 8                |
| Estados Unidos (Billboard Hot R&B/Hip-Hop Songs)            | 5                |
| Estados Unidos (Cashbox Top 100)                            | 9                |
| Estados Unidos (Cashbox Top 100 Black Contemporary Singles) | 3                |
| Reino Unido (UK Singles Chart)                              | 26               |

| Gráfica (1969)                 | Pico de posición |
| ------------------------------ | ---------------- |
| Reino Unido (UK Singles Chart) | 42               |

| Gráfica (1988)                 | Pico de posición |
| ------------------------------ | ---------------- |
| Reino Unido (UK Singles Chart) | 52               |

### Gráfica de fin de año
| Gráfica (1965)                                              | Pico de posición |
| ----------------------------------------------------------- | ---------------- |
| Estados Unidos (Billboard Hot 100)                          | 68               |
| Estados Unidos (Cashbox Top 100 Black Contemporary Singles) | 22               |

## Certificaciones y ventas
| País              | Certificación | Ventas  |
| ----------------- | ------------- | ------- |
| Reino Unido (BPI) | Plata         | 200,000 |